# 松平親善
松平 親善（まつだいら ちかよし）は、戦国時代の武将。竹谷松平家3代当主。

## 略歴
文明17年（1485年）、松平守親の長男として誕生。通称は与二郎、玄蕃允。
初代・守家から3代・親善に至るまで、松平宗家の親忠から清康に歴仕して、軍忠を励ました。
享禄4年（1531年）、死去。享年47。墓所は竹谷の龍台院（現在の金海山全保寺）。法名は「延常院殿久岸全長大禅定門」。
塩津中学校グラウンドの西側に初代・守家、2代・守家、3代・親善、4代・清善の墓がある。
跡を子・清善が継いだ。

## 系譜
- 父：松平守親
- 母：不詳
- 妻：今川氏親娘 - のちに離縁、その後鵜殿長持室。ただし、実在を否定する説もある。
- 生母不明の子女
  - 男子：松平清善